# 溶融アルミニウムめっき
溶融アルミニウムめっき（ようゆうアルミニウムめっき、hot dip aluminizing ）とは、1930年代にアメリカ合衆国において開発されたアルミニウムめっき工法。日本国内では1953年に技術の確立と企業化に成功した。通称アルマー加工。日本工業規格 (JIS) では、JIS H 8642で規定されている。

## 用途・特性
耐食性、耐熱性に優れている。
耐食性
鋼材を腐食から守る。海水や塩水の現場の鋼材等に用いられる。日本国内における一般的な防食は溶融亜鉛めっき、または塗装等が使われるが、それらよりも溶融アルミニウムめっきは耐食性に優れている。特に、塩害地域では溶融亜鉛めっきでは腐食速度が速く早期に母材まで浸食してしまうが、溶融アルミニウムめっきでは塩害地域等の過酷な環境でも使用可能である。主な用途は配管、グレーチング、熱交換器等。

耐熱性(耐高温酸化性)
一般的に鉄を500℃以上の高温雰囲気では酸素と結合し酸化またはスケール化するが、溶融アルミニウムめっきを施すことで、表層のアルミ層の下に融点約1160℃の鉄とアルミニウムの合金層が生成され、母材の酸化を防ぐ。軟鋼と比べてアルミニウムめっき鋼は温度にもよるが数倍～数十倍耐熱効果がある。高温雰囲気中では、合金層中のアルミニウムの方が優先的に酸化し、合金層中のアルミニウム濃度が約8%まで低下すると母材の酸化が始まる。また、溶融アルミニウムめっき後に加熱拡散処理を行うことで、表層のアルミニウム層が合金層中に拡散し、より厚い合金層が生成される。主な用途は、熱処理治具、炉床板、焼却炉、ボイラー等。
耐摩耗性
鉄とアルミニウムの合金層はビッカース硬度約900HVと非常に硬く、傷がつき難いため耐摩耗性に優れている。
その他
アルミの融点である660℃以上のアルミニウム溶液に鋼材等を漬け込みめっきしたあと、冷却洗浄等仕上げを行う。
比較的温度が高い工法であるため溶融亜鉛めっきに比べ歪みが生じやすく、めっきの前に対策を施す場合もある。